# Serhij Bebesjko
Serhij Vasiljovitj Bebesjko (ukrainska: Сергій Васильович Бебешко; ryska: Сергей Васильевич Бебешко, Sergej Vasiljevitj Bebesjko), född 29 februari 1968 i Nova Kachovka, Ukrainska SSR, Sovjetunionen, är en ukrainskfödd handbollstränare och tidigare handbollsspelare (mittnia). Sedan 2021 är han spansk medborgare.
Han var med och tog OS-guld 1992 i Barcelona.

## Klubbar som spelare
- SKA Minsk (1985–1992)
- BM Cuenca (1992–1993)
- BM Ciudad Real (1993–2000)
- EBIDEM Melilla (2001–2002)
- Villeurbanne HA (2002–2004)
- Saint-Cyr Touraine HB (2004–2006)

## Tränaruppdrag
- BM Ciudad Real (assisterande, 2000–2001)
- EBIDEM Melilla (2001–2002)
- BM Huesca (2006–2008)
- BM Toledo (2008–2009)
- HK Dinamo Minsk (2009–2013)
- HK Motor Zaporizjzja (2013–2014)
- HK Mjasjkoŭ Brest (2015–2018)
- Ukraina (2018–2021)
- Fakel Taganrog (2021–2022)